# Guillaume Herreyns
Guillaume-Jacques Herreyns, nom francisé de Willem-Jacob Herreyns, né le 10 juin 1743 à Anvers et mort le 10 août 1827 dans la même ville, est un peintre flamand.

## Biographie
Issu d'une dynastie picturale où s'était illustré avant lui son bisaïeul Jacques Herreyns l'Ancien (en) (1643-1732), Guillaume Herreyns fait l'apprentissage de son art à l’Académie de peinture d'Anvers où, après avoir remporté plusieurs prix, il professe dès 1765, en remplacement d'André Lens, les cours de perspective et de dessin d'après l'antique. 
Il se fixe ensuite à Malines, où il est chargé de fonder une Académie de dessin inaugurée en 1771. Le talent d'exécution de ses tableaux d'art sacré lui vaut de recevoir le titre honorifique de peintre de cour du roi Gustave III de Suède en 1780. Il est également pourvu du titre de premier peintre des États de Brabant.
L’annexion de la Belgique par la France ramène Guillaume Herreyns à Anvers, où il est nommé au poste de professeur de dessin à l'École centrale du département des Deux-Nèthes en 1795. Il parvient à y faire transférer une partie des œuvres d'art religieuses provenant des églises et corporations de la cité que dispersent les administrations révolutionnaires. En septembre 1800, il est promu directeur de l’École spéciale de peinture, sculpture et architecture d'Anvers. Il conserve les mêmes fonctions lorsque l’Académie des beaux-arts d'Anvers est réorganisée en 1804, et continue à la diriger jusqu'à sa mort. Il est également nommé membre de l'Institut royal des Pays-Bas après 1814. Son enseignement bénéficia à de très nombreux élèves, dont plusieurs devinrent des artistes de renom : tel est le cas de Gérard van Spaendonck, Hendrik de Cort, Pierre Joseph Célestin François, Jean-Baptiste Berré, Gustave Wappers, François-Antoine Bossuet, Pierre Van Huffel et Antoine Wiertz.
Son influence pédagogique éclipse son renom pictural. Qualifié avec quelque emphase de « Géricault de l'art flamand » par l’historien d'art belge Alfred Michiels, Guillaume Herreyns est considéré comme le dernier adepte de la tradition baroque flamande fondée par Pierre-Paul Rubens. Son œuvre est celle d'un bon technicien des couleurs (tirant sur le sombre et sur le rouge) et d'un dessinateur au trait précis, mais témoigne d'un ressenti un peu froid, plus appliqué qu'inspiré.

## Œuvres dans les collections publiques
- Anvers :
  - musée des beaux-arts :
    - Le Dernier soupir du Christ ;
    - André Lens ;
    - Joseph Ghesquière ;
    - Jacques de Bue ;
    - Godefroid Hermans ;
    - Jean-Jacques de Brandt.

  - cathédrale Notre-Dame :
    - Le Christ et les disciples d'Emmaüs, tableau de l'autel ;
    - La Cène.
- Bruxelles :
  - hôtel de ville : Portrait de l'empereur Joseph II.
  - église Saint-Nicolas : La Dernière Cène, 1790.
  - musée de Bruxelles : Adoration des mages.
  - Bibliothèque royale de Belgique, cabinet des Estampes : Portrait de Joseph II, burin par Antoine Cardon d'après Guillaume Herreyns.
- Deurne, église : La Purification de la Vierge.
- Malines :
  - musée de Malines[Lequel ?] :
    - Portrait d'un chanoine ;
    - fonds de dessins.

  - cathédrale Saint-Rombaut : Réception de saint Rombaut par le pape.
  - église Saint-Jean :
    - Portrait de Dieu le Père ;
    - Cène avec les disciples d'Emmaüs.

Œuvres de Guillaume Herreyns
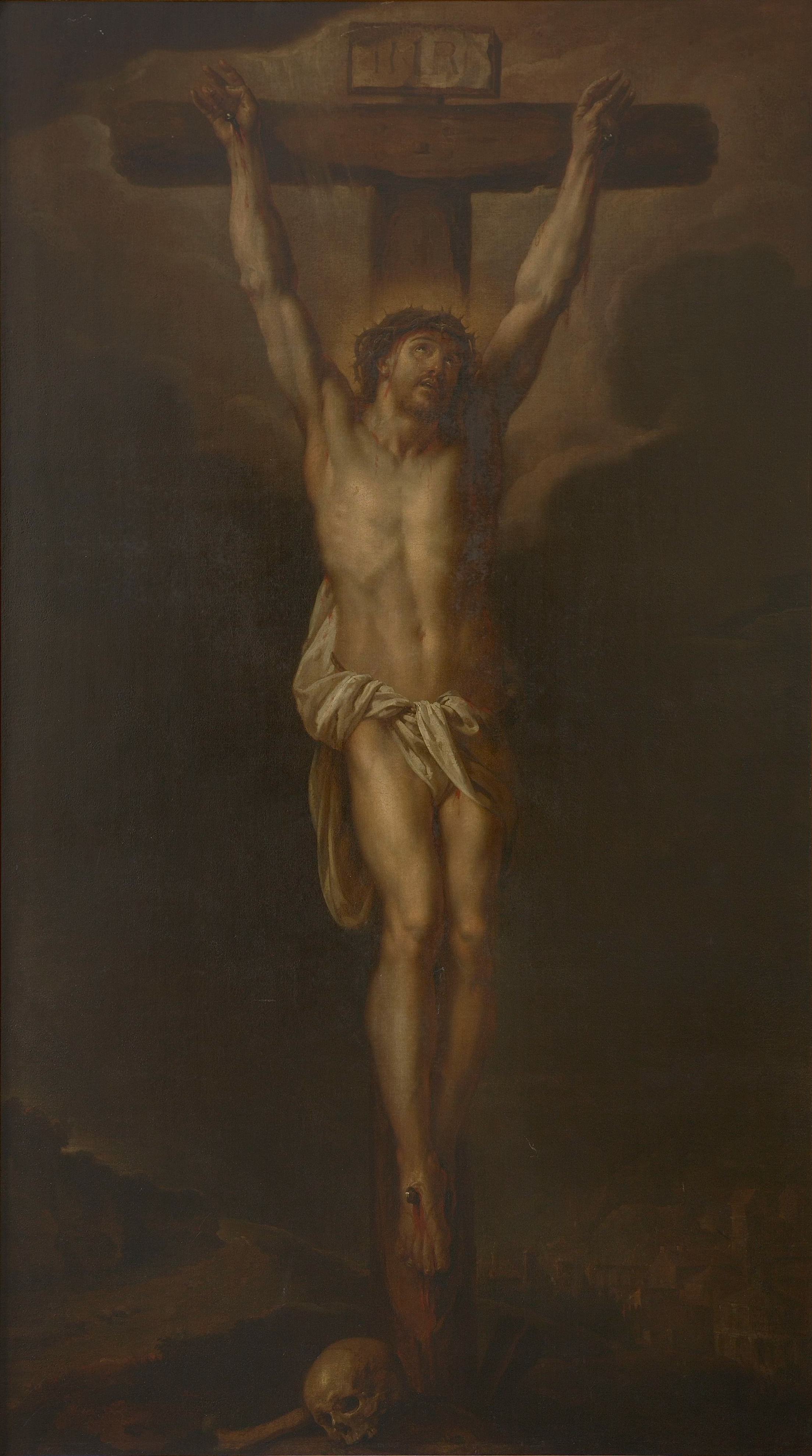
Christ sur la croix , grand séminaire de Malines.
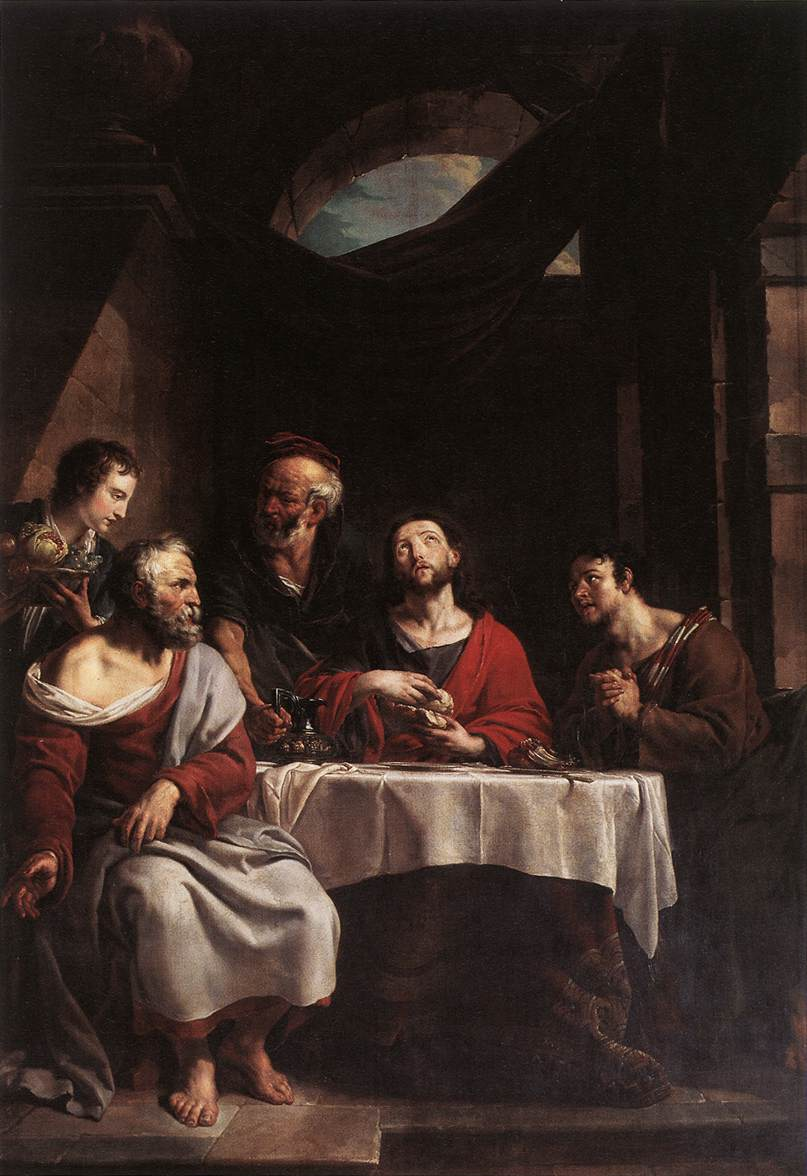
Le Christ et les disciples d'Emmaüs, cathédrale Notre-Dame d'Anvers.
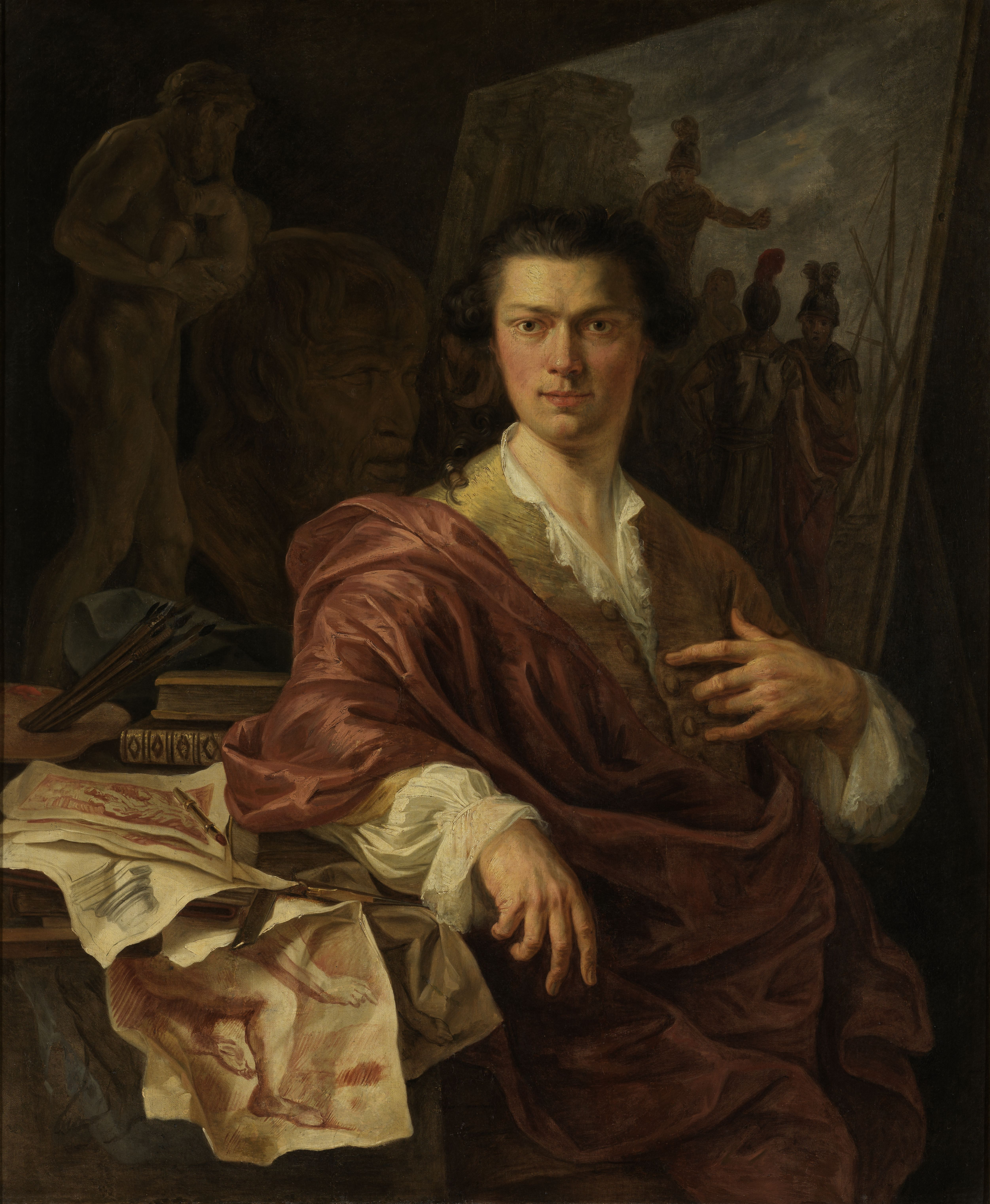
Portrait du peintre André Lens, musée des beaux-arts d'Anvers.
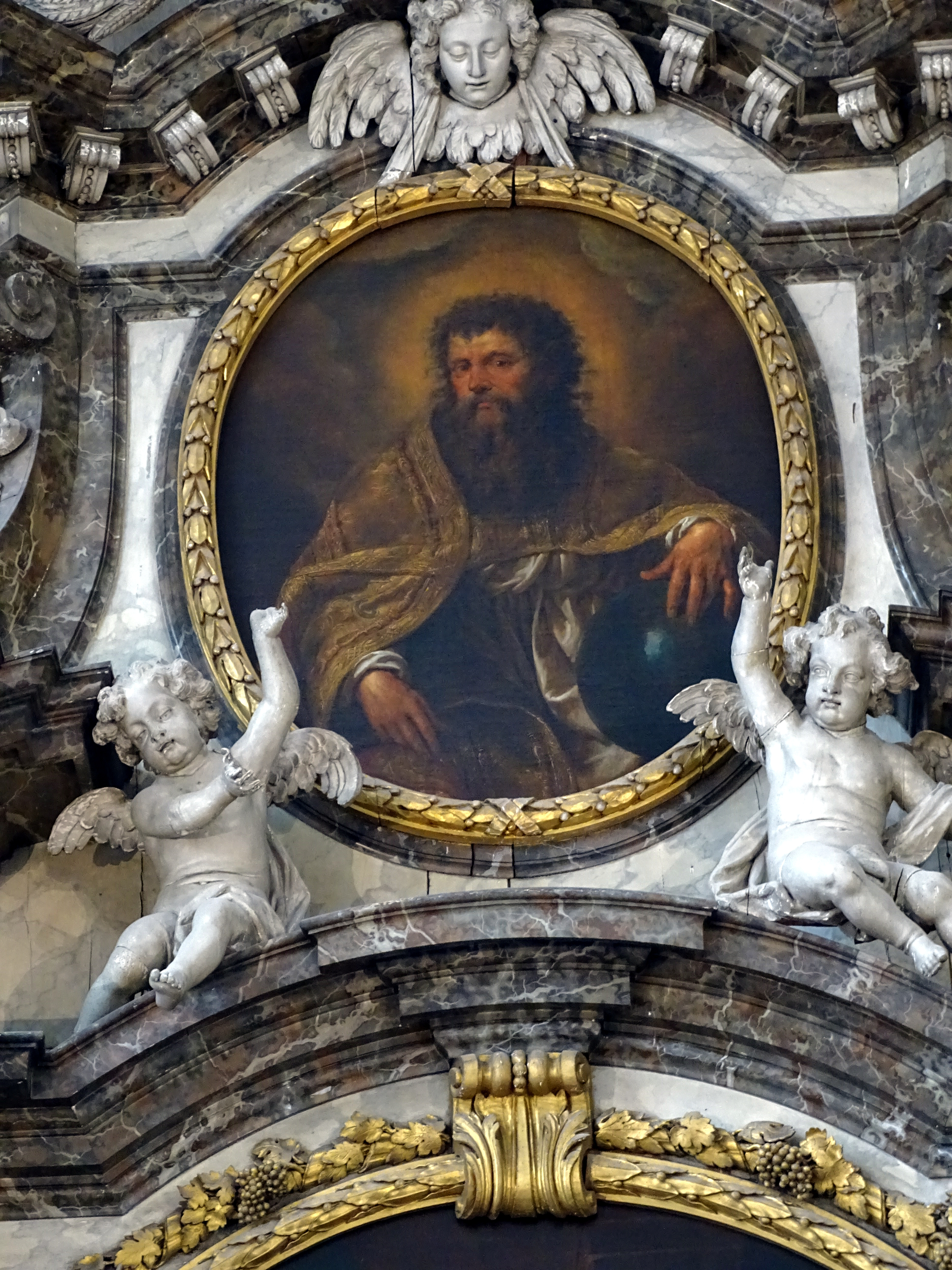
Dieu le Père, église Saint-Jean de Malines.